# Coupe d'Italie de football 2010-2011
Navigation
Coupe d'Italie 2009-2010 Coupe d'Italie 2011-2012
La Coupe d'Italie de football 2010-2011 est la 64e édition de la Coupe d'Italie. La compétition commence le 8 août 2010 et se termine le 29 mai 2011, date de la finale qui se dispute au stade olympique de Rome. Le club vainqueur de la Coupe est qualifié d'office pour la Ligue Europa 2011-2012 hormis s'il gagne le droit de disputer la Ligue des champions de l'UEFA.
La finale oppose l'Inter Milan à l'US Palerme et le club lombard gagne par 3-1.

## Résultats

### Premier tour
| Division         | Club                    | Score               | Club                      | Division         |
| ---------------- | ----------------------- | ------------------- | ------------------------- | ---------------- |
| Lega Pro 1D (D3) | SS Virtus Lanciano 1924 | 2 - 1               | Carpi FC 1909             | Lega Pro 2D (D4) |
| Lega Pro 1D (D3) | Sorrente Calcio         | 6 - 0               | FC Catanzaro              | Lega Pro 2D (D4) |
| Lega Pro 1D (D3) | SS Cavese 1919          | 0 - 2               | AS Gubbio 1910            | Lega Pro 1D (D3) |
| Lega Pro 1D (D3) | Bénévent Calcio         | 5 - 1               | AC Este                   | Serie D (D5)     |
| Lega Pro 1D (D3) | AC Lumezzane            | 2 - 0               | US Pomezia Calcio         | Lega Pro 2D (D4) |
| Lega Pro 1D (D3) | Salernitana Calcio 1919 | 0 - 2               | FC Südtirol               | Lega Pro 1D (D3) |
| Lega Pro 1D (D3) | Calcio Côme             | 3 - 1               | ACD Guidonia Montecelio   | Serie D (D5)     |
| Lega Pro 1D (D3) | Hellas Vérone FC        | 2 - 0               | ASD Virtus Casarano       | Serie D (D5)     |
| Lega Pro 1D (D3) | AC Monza Brianza 1912   | 2 - 1 a.p.          | Virtus Entella            | Lega Pro 2D (D4) |
| Lega Pro 1D (D3) | AS Tarente Calcio       | 1 - 0               | Feralpi Salò              | Lega Pro 2D (D4) |
| Lega Pro 1D (D3) | AC Reggiana 1919        | 2 - 1 a.p.          | FC Alzano Cene 1909       | Serie D (D5)     |
| Lega Pro 1D (D3) | SPAL 1907               | 0 - 3               | Trapani Calcio            | Lega Pro 2D (D4) |
| Lega Pro 1D (D3) | US Alexandrie 1912      | 6 - 0               | ASD Santegidiese          | Serie D (D5)     |
| Lega Pro 1D (D3) | Cosenza Calcio 1914     | 1 - 1 a.p., 5-3 tab | AS Lucchese Libertas 1905 | Lega Pro 1D (D3) |
| Lega Pro 1D (D3) | AS Foligno              | 3 - 2 a.p.          | San Marino Calcio         | Lega Pro 2D (D4) |
| Lega Pro 1D (D3) | US Cremonese            | 2 - 1 a.p.          | Atletico Rome FC          | Lega Pro 1D (D3) |
| Lega Pro 1D (D3) | Ravenne Calcio          | 2 - 1               | SS Juve Stabia            | Lega Pro 1D (D3) |
| Lega Pro 1D (D3) | Ternana Calcio          | 3 - 1               | Spezia Calcio             | Lega Pro 1D (D3) |

### Deuxième tour
| Division         | Club                       | Score      | Club                    | Division         |
| ---------------- | -------------------------- | ---------- | ----------------------- | ---------------- |
| Serie B (D2)     | Plaisance FC               | 5 - 3 a.p. | SS Virtus Lanciano 1924 | Lega Pro 1D (D3) |
| Serie B (D2)     | Modène FC                  | 4 - 1      | Sorrente Calcio         | Lega Pro 1D (D3) |
| Serie B (D2)     | US Grosseto FC             | 5 - 0      | AS Gubbio 1910          | Lega Pro 1D (D3) |
| Serie B (D2)     | Vicence Calcio             | 2 - 1      | Bénévent Calcio         | Lega Pro 1D (D3) |
| Serie B (D2)     | Ascoli Calcio 1898         | 3 - 1      | AC Lumezzane            | Lega Pro 1D (D3) |
| Serie B (D2)     | Calcio Portogruaro-Summaga | 2 - 1      | FC Südtirol             | Lega Pro 1D (D3) |
| Serie B (D2)     | FC Crotone                 | 1 - 0      | US Triestina Calcio     | Serie B (D2)     |
| Serie B (D2)     | UC AlbinoLeffe             | 3 - 1      | Delfino Pescara 1936    | Serie B (D2)     |
| Lega Pro 1D (D3) | Calcio Côme                | 1 - 3      | AS Varèse 1910          | Serie B (D2)     |
| Serie B (D2)     | AS Cittadella              | 2 - 0      | Hellas Vérone FC        | Lega Pro 1D (D3) |
| Serie B (D2)     | US Sassuolo Calcio         | 3 - 1      | AC Monza Brianza 1912   | Lega Pro 1D (D3) |
| Serie B (D2)     | Novare Calcio              | 3 - 1 a.p. | AS Tarente Calcio       | Lega Pro 1D (D3) |
| Serie B (D2)     | Empoli FC                  | 4 - 1      | AC Reggiana 1919        | Lega Pro 1D (D3) |
| Serie B (D2)     | Frosinone Calcio           | 3 - 1      | Trapani Calcio          | Lega Pro 2D (D4) |
| Serie B (D2)     | Reggina Calcio             | 1 - 0      | US Alexandrie 1912      | Lega Pro 1D (D3) |
| Serie B (D2)     | Torino FC                  | 3 - 1      | Cosenza Calcio 1914     | Lega Pro 1D (D3) |
| Serie B (D2)     | Atalanta BC                | 3 - 1      | AS Foligno              | Lega Pro 1D (D3) |
| Serie B (D2)     | AS Livourne Calcio         | 1 - 0      | US Cremonese            | Lega Pro 1D (D3) |
| Serie B (D2)     | Calcio Padoue              | 1 - 0      | Ravenne Calcio          | Lega Pro 1D (D3) |
| Serie B (D2)     | AC Sienne                  | 2 - 0      | Ternana Calcio          | Lega Pro 1D (D3) |

### Troisième tour
| Division     | Club             | Score      | Club                       | Division     |
| ------------ | ---------------- | ---------- | -------------------------- | ------------ |
| Serie A (D1) | Cagliari Calcio  | 3 - 0      | Plaisance FC               | Serie B (D2) |
| Serie A (D1) | Bologne FC 1909  | 3 - 2      | Modène FC                  | Serie B (D2) |
| Serie A (D1) | Genoa CFC        | 2 - 1 a.p. | US Grosseto FC             | Serie B (D2) |
| Serie B (D2) | Vicence Calcio   | 1 - 0      | Ascoli Calcio 1898         | Serie B (D2) |
| Serie A (D1) | SS Lazio         | 3 - 0      | Calcio Portogruaro-Summaga | Serie B (D2) |
| Serie B (D2) | FC Crotone       | 0 - 1      | UC AlbinoLeffe             | Serie B (D2) |
| Serie A (D1) | Calcio Catane    | 4 - 3 a.p. | AS Varèse 1910             | Serie B (D2) |
| Serie A (D1) | Brescia Calcio   | 1 - 0      | AS Cittadella              | Serie B (D2) |
| Serie A (D1) | AC Chievo Vérone | 2 - 0      | US Sassuolo Calcio         | Serie B (D2) |
| Serie A (D1) | AC Cesena        | 1 - 3 a.p. | Novare Calcio              | Serie B (D2) |
| Serie A (D1) | ACF Fiorentina   | 1 - 0 a.p. | Empoli FC                  | Serie B (D2) |
| Serie B (D2) | Frosinone Calcio | 2 - 4 a.p. | Reggina Calcio             | Serie B (D2) |
| Serie A (D1) | AS Bari          | 3 - 1      | Torino FC                  | Serie B (D2) |
| Serie B (D2) | Atalanta BC      | 0 - 1      | AS Livourne Calcio         | Serie B (D2) |
| Serie A (D1) | Udinese Calcio   | 4 - 0      | Calcio Padoue              | Serie B (D2) |
| Serie A (D1) | US Lecce         | 3 - 2      | AC Sienne                  | Serie B (D2) |

### Quatrième tour
| Division     | Club             | Score      | Club               | Division     |
| ------------ | ---------------- | ---------- | ------------------ | ------------ |
| Serie A (D1) | Cagliari Calcio  | 0 - 3      | Bologne FC 1909    | Serie A (D1) |
| Serie A (D1) | Genoa CFC        | 3 - 1 a.p. | Vicence Calcio     | Serie B (D2) |
| Serie A (D1) | SS Lazio         | 3 - 0      | UC AlbinoLeffe     | Serie B (D2) |
| Serie A (D1) | Calcio Catane    | 5 - 1      | Brescia Calcio     | Serie A (D1) |
| Serie A (D1) | AC Chievo Vérone | 3 - 0      | Novare Calcio      | Serie B (D2) |
| Serie A (D1) | ACF Fiorentina   | 3 - 0      | Reggina Calcio     | Serie B (D2) |
| Serie A (D1) | AS Bari          | 4 - 1      | AS Livourne Calcio | Serie B (D2) |
| Serie A (D1) | Udinese Calcio   | 2 - 1 a.p. | US Lecce           | Serie A (D1) |

### Huitièmes de finale
| Division     | Club                | Score               | Club             | Division     |
| ------------ | ------------------- | ------------------- | ---------------- | ------------ |
| Serie A (D1) | SSC Naples          | 2 - 1               | Bologne FC 1909  | Serie A (D1) |
| Serie A (D1) | FC Inter Milan      | 3 - 2               | Genoa CFC        | Serie A (D1) |
| Serie A (D1) | Juventus FC         | 2 - 0               | Calcio Catane    | Serie A (D1) |
| Serie A (D1) | AS Rome             | 2 - 1               | SS Lazio         | Serie A (D1) |
| Serie A (D1) | US Città di Palerme | 1 - 0               | AC Chievo Vérone | Serie A (D1) |
| Serie A (D1) | Parme FC            | 2 - 1 a.p.          | ACF Fiorentina   | Serie A (D1) |
| Serie A (D1) | UC Sampdoria        | 2 - 2 a.p., 5-4 tab | Udinese Calcio   | Serie A (D1) |
| Serie A (D1) | AC Milan            | 3 - 0               | AS Bari          | Serie A (D1) |

### Quarts de finale
| Division     | Club                | Score               | Club           | Division     |
| ------------ | ------------------- | ------------------- | -------------- | ------------ |
| Serie A (D1) | SSC Naples          | 0 - 0 a.p., 4-5 tab | FC Inter Milan | Serie A (D1) |
| Serie A (D1) | Juventus FC         | 0 - 2               | AS Rome        | Serie A (D1) |
| Serie A (D1) | UC Sampdoria        | 1 - 2               | AC Milan       | Serie A (D1) |
| Serie A (D1) | US Città di Palerme | 0 - 0 a.p., 5-4 tab | Parme FC       | Serie A (D1) |

### Demi-finales
| Division     | Club     | Aller | Total | Retour | Club                | Division     |
| ------------ | -------- | ----- | ----- | ------ | ------------------- | ------------ |
| Serie A (D1) | AS Rome  | 0 - 1 | 1 - 2 | 1 - 1  | FC Inter Milan      | Serie A (D1) |
| Serie A (D1) | AC Milan | 2 - 2 | 3 - 4 | 1 - 2  | US Città di Palerme | Serie A (D1) |

### Finale
| Division     | Club           | Score | Club                | Division     |
| ------------ | -------------- | ----- | ------------------- | ------------ |
| Serie A (D1) | FC Inter Milan | 3 - 1 | US Città di Palerme | Serie A (D1) |